# Cooper Car Company
Cooper Car Company a fost un producător de mașini britanic fondat în decembrie 1947 de către Charles Cooper și fiul său John. Împreună cu prietenul din copilărie al lui John, Eric Brandon, au început prin a construi mașini de curse în micul garaj al lui Charles din Surbiton, Surrey, Anglia, în 1946. Prin anii 1950 și începutul anilor 1960, au atins cele mai înalte niveluri ale curselor cu motor în timp ce mașinile lor cu motor central au concurat atât în Formula 1, cât și la Indianapolis 500, iar Mini Cooper a dominat cursele de raliuri. Numele Cooper trăiește în versiunile Cooper ale mașinilor de producție Mini care sunt construite în Anglia, dar sunt deținute și comercializate de BMW.

## Origini
Primele mașini construite de Cooper au fost mașini de curse de Formula 3 cu un singur loc de 500 cmc conduse de John Cooper și Eric Brandon și propulsate de un motor de motocicletă JAP. Deoarece materialele au lipsit imediat după cel de-al Doilea Război Mondial, prototipurile au fost construite prin îmbinarea a două front-end-uri vechi de Fiat Topolino. Potrivit lui John Cooper, lovitura de geniu care avea să facă din Cooper o legendă a automobilelor – amplasarea motorului în spatele pilotului – era doar o chestiune practică la acea vreme. Deoarece mașina era propulsată de un motor de motocicletă, ei credeau că era mai convenabil să aibă motorul în spate. De fapt, nu era nimic nou în privința mașinilor de curse cu motor „central”, însă Cooper a condus cu siguranță drumul în popularizarea a ceea ce urma să devină aranjamentul dominant pentru mașinile de curse. Numită Cooper 500, succesul acestei mașini în urcarea dealurilor și pe pistă, inclusiv câștigarea cursei de 500 cu Eric la una dintre primele întâlniri postbelice de la Aerodromul Gransden Lodge, a creat rapid cerere din partea altor piloți (printre care, de-a lungul anilor, Stirling Moss, Peter Collins, Jim Russell, Ivor Bueb, Ken Tyrrell și Bernie Ecclestone) și a dus la înființarea Cooper Car Company pentru a construi mai multe modele. Afacerea a crescut prin oferirea unei intrări ieftine în sportul cu motor pentru fiecare tânăr pilot britanic aspirant, iar compania a devenit primul și cel mai mare producător postbelic de mașini de curse din lume pentru vânzarea către clienți privați.
Cooper a construit până la 300 de mașini cu un singur și doi cilindri în anii 1940 și 1950 și a dominat categoria F3, câștigând 64 din 78 de curse majore între 1951 și 1954. Acest volum de producție a fost unic și a permis companiei să se dezvolte în categoriile de seniori; Cu un șasiu Cooper 500 modificat, un model T12, Cooper a avut parte de prima apariție în cursele de top atunci când Harry Schell s-a calificat pentru MP al Principatului Monaco din 1950. Deși Schell s-a retras în primul tur, aceasta a marcat prima apariție a unui pilot cu motor spate la un eveniment de Mare Premiu de la sfârșitul celui de-al Doilea Război Mondial. Modelul Cooper Bristol de Formula 2 cu motor frontal a fost introdus în 1952. Diverse iterații ale acestui design au fost conduse de un număr de piloți legendari – printre care Juan Manuel Fangio și Mike Hawthorn – și au promovat reputația tot mai mare a companiei apărând în cursele de Grand Prix, care la acea vreme erau desfășurate sub regulamentele de F2.

## Campioană mondială
Jack Brabham a atras atenția atunci când a ocupat locul șase la Marele Premiu al Principatului Monaco din 1957 într-un Cooper de Formula 1 cu motorul amplasat în spate. Când Stirling Moss a câștigat Marele Premiu al Argentinei din 1958 într-un Cooper, înscris de Rob Walker, iar Maurice Trintignant a duplicat realizarea în următoarea cursă de la Monaco, lumea curselor a fost uluită și a început o adevărată revoluție privind amplasarea motorului în spatele pilotului. În anul următor, 1959, Brabham și echipa de fabrică Cooper au devenit primii care au câștigat Campionatul Mondial de Formula 1 într-o mașină cu motor spate. Atât echipa, cât și pilotul au repetat performanța în 1960, iar fiecare campion mondial de atunci a fost poziționat în fața motorului.
Brabham a dus unul dintre modelele câștigătoare Cooper T53 la Indianapolis Motor Speedway pentru un test în 1960, apoi a intrat în celebra cursă de 500 de mile într-o mașină mai mare, mai lungă și decalată, bazată pe designul F1 din 1960, unicul Type T54. Ajunsă la Speedway pe 5 mai 1961, „amuzanta” mică mașină din Europa a fost batjocorită de celelalte echipe, dar a terminat cursa pe locul nouă. A durat câțiva ani, dar oamenii din Indianapolis au înțeles treptat conceptul avantajos și zilele roadster-urilor lor cu motorul amplasat în față erau numărate. Începând cu Jim Clark în 1965, fiecare câștigător al Indianapolis 500 a avut motorul în spate. Revoluția începută de micul Cooper 500 cu lanț a fost completă.
Odată ce fiecare producător de mașini Formula a început să construiască mașini de curse cu motor central, caracterul practic și construcția inteligentă a mașinilor Cooper a fost depășită de o tehnologie mai sofisticată utilizată de Lola, Lotus, BRM și Ferrari. Declinul echipei Cooper a fost accelerat când John Cooper a fost grav rănit într-un accident rutier în 1963 la volanul unui Mini, iar Charles Cooper a murit în 1964.

## Ultimii ani
După moartea tatălui său, John Cooper a vândut echipa Cooper de Formula 1 către Chipstead Motor Group în aprilie 1965. În același an, echipa de Formula 1 s-a mutat de la Surbiton la o unitate modernă de fabrică la Canada Road, Oyster Lane în Byfleet, aproape de Brabham în New Haw și de Alan Mann Racing. Sezonul 1965 al lui Cooper s-a încheiat modest și la sfârșitul anului, pilotul numărul unu, Bruce McLaren, a părăsit echipa pentru a-și construi propria mașină de F1 pentru noua formulă de 3 litri din 1966. Noii proprietari ai lui Cooper dețineau concesiunea Maserati pentru Marea Britanie și s-au făcut aranjamente pentru ca Cooper să construiască o nouă mașină Cooper-Maserati de 3 litri, care va fi disponibilă spre vânzare și va fi condusă de echipa de fabrică. Motorul Maserati era o versiune actualizată și mărită a V12 de 2,5 litri care făcuse apariții sporadice în 250F-urile de fabrică în 1957. Era un design vechi și greoi. Trei mașini au fost vândute proprietarilor privați, însă niciuna nu a obținut prea mult succes.
Jochen Rindt intra în cel de-al doilea an al contractului său pe trei ani, dar odată cu plecarea lui McLaren, Cooper trebuia să ocupe un loc în cea de-a doua mașină și, odată cu recenta lipsă de succes a echipei, potențialii piloți nu s-au mai arătat interesați. În aceste circumstanțe, Cooper a avut norocul să achiziționeze serviciile lui Richie Ginther de la Honda, care era temporar șomer din cauza dezvoltării târzii de către compania japoneză a noii lor mașini de 3 litri. După câteva curse, Ginther a fost rechemat de Honda pentru a începe testarea noii lor mașini, iar americanul a fost, fără îndoială, extrem de supărat să descopere că mașina era chiar mai mare și mai grea decât Cooper. După ce a făcut un aranjament pe o singură cursă cu Chris Amon (șomer din cauza problemelor cu motorul echipei McLaren) pentru a conduce la Marele Premiu al Franței, Cooper a avut un noroc enorm când John Surtees a devenit disponibil după ce a intrat în dezacorduri cu Ferrari. Odată ce problemele conflictuale legate de contractul de combustibil au fost rezolvate (Surtees a fost alături de Shell, Cooper cu BP), Surtees s-a alăturat echipei. Cooper și-a onorat angajamentul față de Amon, așa că trei mașini au fost rulate în Marele Premiu al Franței. Ulterior, echipa a revenit la două mașini, cu Surtees și Rindt, și, cu abilitățile de dezvoltare ale fostului pilot Ferrari și o trecere la anvelopele Firestone, mașina a fost îmbunătățită până la punctul în care Surtees a reușit să câștige ultima cursă a anului, cea din Mexic.
Surtees a părăsit echipa pentru a trece la Honda în 1967, astfel că Pedro Rodríguez s-a alăturat lui Rindt în echipă și a câștigat imediat cursa de deschidere din 1967, în Africa de Sud, obținându-se și un miraculos 1-2 pentru Cooper. Aceasta a fost o victorie norocoasă pentru Rodríguez, deoarece acesta era cu mult în spatele rhodesianului John Love cu un McLaren Tasman Cooper, vechi de trei ani, propulsat de un Coventry Climax FPF de 2,7 litri. Din păcate, Love a trebuit să facă o oprire târzie la boxe pentru combustibil și a putut termina doar pe locul doi. Aceasta avea să fie ultima victorie de Mare Premiu pentru Cooper. Restul sezonului 1967 a fost un declin constant, iar apariția de la mijlocul sezonului al șasiului T86 mai ușor și mai subțire nu a reușit să îmbunătățească lucrurile. Rindt, așteptând cu nerăbdare terminarea contractului său Cooper, și-a defectat în mod deliberat motorul Maserati din ce în ce mai vechi la Marele Premiu al Statelor Unite și a fost concediat înainte de cursa finală a sezonului din Mexic.
Pentru 1968, Cooper și-ar fi dorit o trecere la motorul Cosworth-Ford DFV, dar a considerat că legăturile sale cu British Leyland făceau acest lucru nerecomandabil. În schimb, s-a încheiat o înțelegere cu BRM pentru utilizarea motorului V12 de 3 litri, conceput inițial ca o unitate de mașini sport, dar pe care BRM înșiși l-au folosit în 1968. O versiune ușor modificată a lui T86, supranumit T86B, a fost construită pentru noul motor, iar fostul pilot Ferrari, Ludovico Scarfiotti, și tânărul englez Brian Redman au fost angajați pentru a o conduce. Mașinile au reușit să se claseze pe locurile trei-patru în Marele Premiu al Spaniei și cel al Principatului Monaco, în mare parte datorită lipsei de fiabilitate a competiției, însă ulterior Scarfiotti a decedat la volanul unui Porsche într-un eveniment de viteză în coastă la Rossfeld, iar Redman a avut un accident grav în Marele Premiu al Belgiei, fiind scos din acțiune pentru câteva luni. Cooper a continuat sezonul cu o linie diversificată de piloți, dintre care însă niciunul nu a putut realiza ceva notabil cu depășitul T86B. În timpul sezonului, Cooper a construit un șasiu modificat, T86C, destinat să ia un Alfa Romeo V8 de 3 litri, dar proiectul nu s-a materializat.
Începutul sfârșitului pentru Cooper Car Company a fost în 1969, întrucât au încercat, dar nu au reușit să găsească sponsorizare pentru o nouă mașină cu motor DFV Cosworth și au existat multe concedieri. Frank Boyles a fost ultimul care a plecat, întrucât era responsabil de construirea de mașini pentru clienți și spera că vor fi vândute alte mașini F2. Frank a continuat să proiecteze și să construiască o mașină de Formula Ford numită Oscar. Conducând versiunea cu motorul spate a acestei mașini, Frank a câștigat peste 200 de curse într-o perioadă până în 1975, într-o mașină pe care a proiectat-o și a condus-o el însuși. Se crede că acest record nu a fost niciodată doborât.
În total, Cooper a participat la 129 de evenimente de Campionat Mondial de Formula 1 în nouă ani, câștigând 16 curse.
Pe lângă mașinile de Formula 1, Cooper a oferit o serie de mașini de Formula Junior. Acestea au fost modelele T52, T56, T59 și T67. Ken Tyrrell a condus o echipă de mare succes cu John Love și Tony Maggs ca piloți. În urma dispariției Formulei Junior, Ken Tyrrell l-a testat pe Jackie Stewart într-o mașină de Formula 3, un Cooper T72. Acest test de la Circuitul Goodwood a marcat începutul parteneriatului care a dominat mai târziu sportul cu motor.
John Cooper s-a retras pe coasta Sussex, unde, în 1971, a fondat afacerea cu garaje la Ferring, lângă Worthing. Garajul a vândut kituri de reglare a motorului pentru Mini Cooper și piese de performanță. Garajul a fost vândut către Honda în 1986, iar afacerea a fost mutată la East Preston pentru a transforma Mini Cooper în mașină de curse.
În octombrie 2009, Mike Cooper, fiul lui John Cooper, a lansat Cooper Bikes, divizia de biciclete a Cooper Car Company.

## Palmares în Campionatul Mondial de Formula 1
| Sezon | Nume                    | Șasiu(ri)               | Motor                                        | Pneu                    | Piloți                                                                                       | CMC                     | Puncte                  |
| ----- | ----------------------- | ----------------------- | -------------------------------------------- | ----------------------- | -------------------------------------------------------------------------------------------- | ----------------------- | ----------------------- |
| 1950  | Constructor de șasiu.   | T12                     | JAP 1,1 V2                                   | D                       | Harry Schell                                                                                 | —                       | —                       |
| 1951  | Cooper nu a participat. | Cooper nu a participat. | Cooper nu a participat.                      | Cooper nu a participat. | Cooper nu a participat.                                                                      | Cooper nu a participat. | Cooper nu a participat. |
| 1952  | Constructor de șasiu.   | T20                     | Bristol BS1 2,0 L6                           | D                       | Mike Hawthorn Reg Parnell Alan Brown Eric Brandon David Murray                               | —                       | —                       |
| 1953  | Cooper Car Company      | T20 T23 Special T24     | Bristol BS1 2,0 L6 Alta GP 2,5 L4            | D                       | Alan Brown John Barber Adolfo Schwelm Cruz Stirling Moss                                     | —                       | —                       |
| 1954  | Constructor de șasiu.   | T23 T24                 | Bristol BS1 2,0 L6 Alta GP 2,5 L4            | D                       | Bob Gerard Horace Gould Eric Brandon Rodney Nuckey Alan Brown Peter Whitehead                | —                       | —                       |
| 1955  | Cooper Car Company      | T40                     | Bristol BS1 2,0 L6                           | D                       | Jack Brabham                                                                                 | —                       | —                       |
| 1956  | Constructor de șasiu.   | T23                     | Bristol BS1 2,0 L6                           | D                       | Bob Gerard                                                                                   | —                       | —                       |
| 1957  | Cooper Car Company      | T43                     | Climax FPF 2,0 L4                            | A D                     | Jack Brabham Les Leston Mike MacDowel Roy Salvadori                                          | —                       | —                       |
| 1958  | Cooper Car Company      | T44 T45                 | Climax FPF 2,0 L4                            | D                       | Jack Brabham Roy Salvadori Ian Burgess Jack Fairman                                          | 3                       | 31                      |
| 1959  | Cooper Car Company      | T51                     | Climax FPF 2,5 L4                            | D                       | Jack Brabham Bruce McLaren Masten Gregory Giorgio Scarlatti                                  | 1                       | 40 (53)                 |
| 1960  | Cooper Car Company      | T51 T53                 | Climax FPF 2,5 L4                            | D                       | Jack Brabham Bruce McLaren Chuck Daigh Ron Flockhart                                         | 1                       | 48 (58)                 |
| 1961  | Cooper Car Company      | T55 T58                 | Climax FPF 1,5 L4 Climax FWMV 1,5 L4         | D                       | Jack Brabham Bruce McLaren                                                                   | 4                       | 14 (18)                 |
| 1962  | Cooper Car Company      | T60 T55 T53             | Climax FWMV 1,5 V8 Climax FPF 1,5 L4         | D                       | Jack Brabham Tony Maggs Timmy Mayer                                                          | 3                       | 29 (37)                 |
| 1963  | Cooper Car Company      | T66                     | Climax FWMV 1,5 V8                           | D                       | Bruce McLaren Tony Maggs                                                                     | 5                       | 25 (26)                 |
| 1964  | Cooper Car Company      | T73 T66                 | Climax FWMV 1,5 V8                           | D                       | Bruce McLaren Phil Hill John Love                                                            | 5                       | 16                      |
| 1965  | Cooper Car Company      | T77 T73                 | Climax FWMV 1,5 V8                           | D                       | Bruce McLaren Jochen Rindt                                                                   | 5                       | 14                      |
| 1966  | Cooper Car Company      | T81                     | Maserati 9/F1 3,0 V12                        | D                       | Richie Ginther Jochen Rindt Chris Amon John Surtees Moisés Solana                            | 3                       | 30 (35)                 |
| 1967  | Cooper Car Company      | T81 T81B T86            | Maserati 9/F1 3,0 V12 Maserati 10/F1 3,0 V12 | F                       | Jochen Rindt Pedro Rodríguez Alan Rees Richard Attwood Jacky Ickx                            | 3                       | 28                      |
| 1968  | Cooper Car Company      | T81B T86 T86B           | Maserati 9/F1 3,0 V12 BRM P101 3,0 V12       | F                       | Ludovico Scarfiotti Brian Redman Lucien Bianchi Vic Elford Johnny Servoz-Gavin Robin Widdows | 7                       | 14                      |
| 1969  | Constructor de șasiu.   | T86                     | Maserati 10/F1 3,0 V12                       | G                       | Vic Elford                                                                                   | NC                      | 0                       |